# Башкирський заповідник
Башки́рський запові́дник, повна офіційна назва Башки́рський держа́вний приро́дний запові́дник (рос. Башкирский государственный природный заповедник) — природний заповідник, розташований на півдні Уралу в Республіці Башкортостан (Росія). Заснований 11 червня 1930 року другим серед уральських заповідників, входить до десятки найстаріших у країні. Площа охоронюваної території становить 49 609 га. Природоохоронна установа підпорядкована Міністерству природних ресурсів та екології Російської Федерації.
Заповідник створений задля охорони екосистем незайманих лісів Південного Уралу і збереження дикої популяції башкирської бортьової бджоли. Його флора налічує 317 видів лишайників, 121 вид мохів, 747 видів судинних рослин, з яких 105 є рідкісними, а 14 занесені до Червоної книги Росії. Фауна Башкирського заповідника також вирізняється різноманіттям. За даними неповної інвентаризації вона включає ссавців 57 видів, птахів — 176, плазунів — 6, земноводних — 3, риб — 17, комах і павуків— 1732. Серед місцевих безхребетних тварин 17 видів визнано рідкісними.

## Історія
Перші згадки про природу Південного Уралу відносяться до XVII століття. Книга Великому кресленню (рос. Книга Большому чертежу, надрукована 1627 року, повідомляла, що місцеве населення складають башкири, яких годують «мед, звір та риба, а ріллі не мають». Показово, що вона містить згадку не тільки про традиційні рибальство і полювання, але й про дуже поширене у башкирів бортництво, якого майже не знали сусідні народи. В 1771 році околицями сучасного заповідника мандрував відомий природознавець та етнограф Іван Лепьохін. Він звернув увагу на багатство і могутність місцевих лісів, пересічених ділянками цілинного ковилового степу, а свої враження виклав у нотатках, виданих роком пізніше. В своїх спогадах він згадував, що «ми найкращим зібранням трав цим горам завдячуємо».
Стан башкирських лісів різко погіршився наприкінці XIX — початку XX століть. Значна їхня частина була вирубана задля потреб уральської промисловості, яка швидко розвивалась у цей період. У 1920-х роках на південь Уралу Російська академія наук відрядила так звану Башкирську експедицію, яка досліджувала можливості організації заповідника. У вересні 1929 року було прийнято попереднє рішення про організацію заповідника на теренах Аргазинської та Південно-Узянської лісових дач. Офіційне положення про створення природоохоронної установи видали 11 червня 1930 року. Згідно установчого документу, Башкирський заповідник включав три ділянки: перша площею 50 153 га являла собою Південно-Узянську лісову дачу, друга площею 33 270 га була теренами Аргазинської лісової дачі, а третя розташовувалась на кордоні Башкортостану з Челябинською областю. Останньою ділянкою, віддаленою від перших двох майже на 300 км, було незручно керувати, тому в 1933 році її включили до складу Ільменського заповідника. Реорганізацій зазнала й Узянівська ділянка, яку відчутно скоротили у 1934—1935 роках.
Башкирський заповідник у своєму первісному вигляді проіснував недовго — 1951 року його ліквідували. На заповідних землях заснували лісгосп, який почав інтенсивну експлуатацію місцевих лісів. Негативні наслідки настали негайно і вже 1958 року Башкирський заповідник відновили. Крім старих територій до нього включили Прибільську ділянку площею 22 531 га. Вона була створена спеціально для охорони дикої башкирської бджоли, що стало однією з основних цілей заповідника. Прибільська ділянка у складі Башкирського заповідника проіснувала до 1986 року, потім її було виділено в окремий заповідник Шульган-Таш.
У заповіднику певний час працював заступником директора з наукової роботи К. П. Філонов — російський та український зоолог.

## Клімат
Башкирський природний заповідник розташований в атлантико-континентальній кліматичній області помірного поясу. На його клімат впливає розташування місцевих гір: хребет Південний Крака на заході перешкоджає надходженню теплих і вологих повітряних мас з Атлантики, натомість, низькі вершини Уралтау не становлять перепони на шляху холодного сухого повітря, що насувається із Сибіру, а меридіанально спрямований Саргаїнський хребет не перешкоджає пересуванню морозних повітряних мас з Арктики.
Середньорічна температура повітря у заповіднику становить 1&nbs p;°C. Найхолодніший місяць — лютий, чия середня температура складає -17 °C. Майже так само холодний і січень із середньою температурою в -16 °C. Середня температура найтеплішого місяця, липня, дорівнює 13 °C. Континентальність клімату пояснює значну різницю між екстремальними температурами: найнижча зареєстрована склала -48,6 °C, а найвища становила 36 °C. Загалом значні перепади температури характерні для півдня Уралу: наприклад, найнижчу температуру року в заповіднику часто фіксують у березні, влітку поміж спекотними днями часто трапляються дні з холодними росяними ночами. Безморозний період триває в середньому 150 днів, в окремі роки скорочується до 117—120 днів. Рекордно коротким цей термін був у 1982 році, коли тривалість безморозного періоду склала один місяць.
Середньорічна кількість опадів над заповідником становить 550 мм, вони випадають переважно у вигляді дощу та снігу. Найбільш дощовими місяцями є червень і липень (інколи серпень). Снігу більше випадає у листопаді та грудні. Висота снігового покриву сильно коливається в залежності від місця: на північних схилах і в пониженнях рельєфу вона може сягати 1,5—2 м, а на гребенях хребтів і в верхній частині південних схилів не перевищує кількох сантиметрів.

## Географія та гідрологія
Башкирський заповідник розташований на північному сході Бурзянського району Республіки Башкортостан (Росія). Його оточують землі з невисокою щільністю населення і загалом малорозвиненою інфраструктурою. Адміністрація заповідника знаходиться у селі Старосубхангулово, що лежить на південь від заповідної зони. За фізико-географічним районуванням терени природоохоронної установи розташовані на півдні Уралу, в межах гірського масиву Південний Крака і хребта Уралтау.

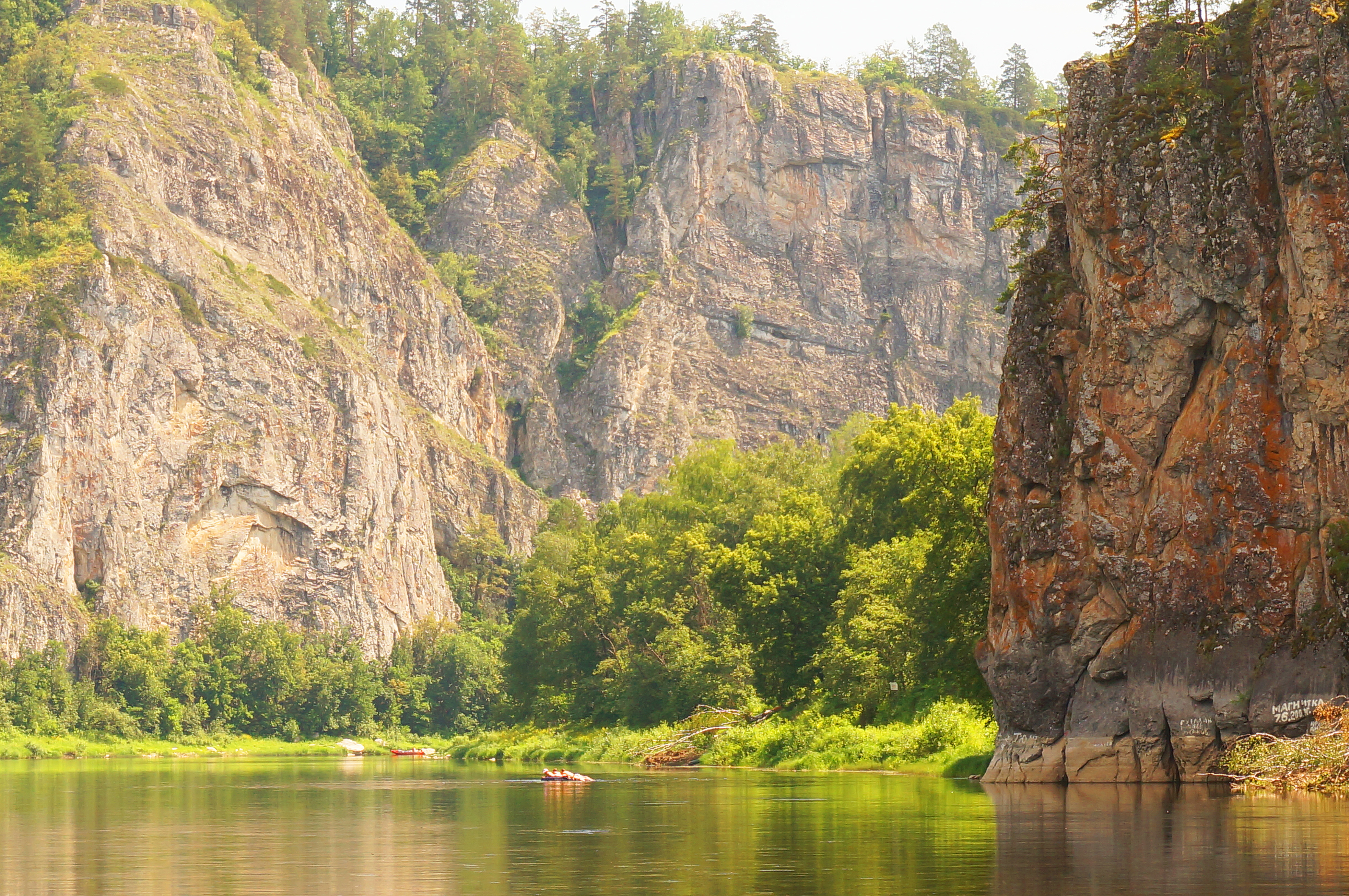
Антонієві скелі.

Масив Південний Крака сильно розчленований, на півночі заповідника його частиною виступає хребет Яман-Гира, витягнутий у напрямку з північного сходу на південний захід. Він вирізняється плоскими вершинами, що подекуди сягають висоти 900 м. Яман-Гира слугує вододілом між двома найбільшими річками заповідника — Південним Узяном і Кагою. На сході хребет перетворюється на вододільну гряду із зубчастим скелястим гребенем. На півдні розпадається на ряд віддалених одна від одної сопок заввишки 600—700 м. Серед них найбільшими є Великий Апшакай, Великий Башарт, Алакбар. Цим сопкам притаманні асиметричні схили з похилом понад 15°, невеликі плоскі вершини, вкриті або сухим сосновим рідколіссям, або мальовничими степами. Ще далі на південь Яман-Гира відокремлений сідловиною від найбільшого у заповіднику Саргаїнського хребта. Це гірське пасмо витягнуте з півночі на південь на 8 км, має плоску вершину завширшки до 2,5 км. Подібно до сопок Яман-Гира вона вкрита степами і сосновим рідколіссям. Саргаїнський хребет виступає вододілом для приток Південного Узяну, який, в свою чергу, відділяє його від хребта Авдекте, заввишки 840 м.
Гірському масиву Південний Крака притаманні так звані вузли, що являють собою складні системи хребтів. Окрім вузлу Авдекте в межах заповідника виділяють Башартівський вузол з вершиною Аратай і Саргаїнський вузол. Ці орографічні елементи мають вигляд зірок з плоскою безлісною вершиною-центром і кількома лісистими променями-хребтами, що розходяться в різні сторони. Хребти розділені улоговинами, по дну яких течуть річки і струмки, що беруть початок на схилах. Загалом рельєф Південного Крака сформований ерозійними процесами, але на вершинах і схилах вододілів переважають форми рельєфу, що виникли внаслідок вивітрювання гірських порід, як то: пагорби, бугри, сідловини.
На сході Південний Крака відокремлений пониженням від хребта Уралтау, простягнутого з північного сходу на південний захід. Терени заповідника охоплюють західний схил хребта повністю, а східний — частково. Оскільки ці гори складені метаморфічними породами, що легко руйнуються, їхні схили більш пологі та витягнуті, ніж у Південного Крака. Від основного хребта заввишки 600—700 м відгалужуються відроги, пересічені широкими і плоскими долинами, тому Уралтау виглядає не як гірська місцевість, а як горбиста лісиста рівнина.

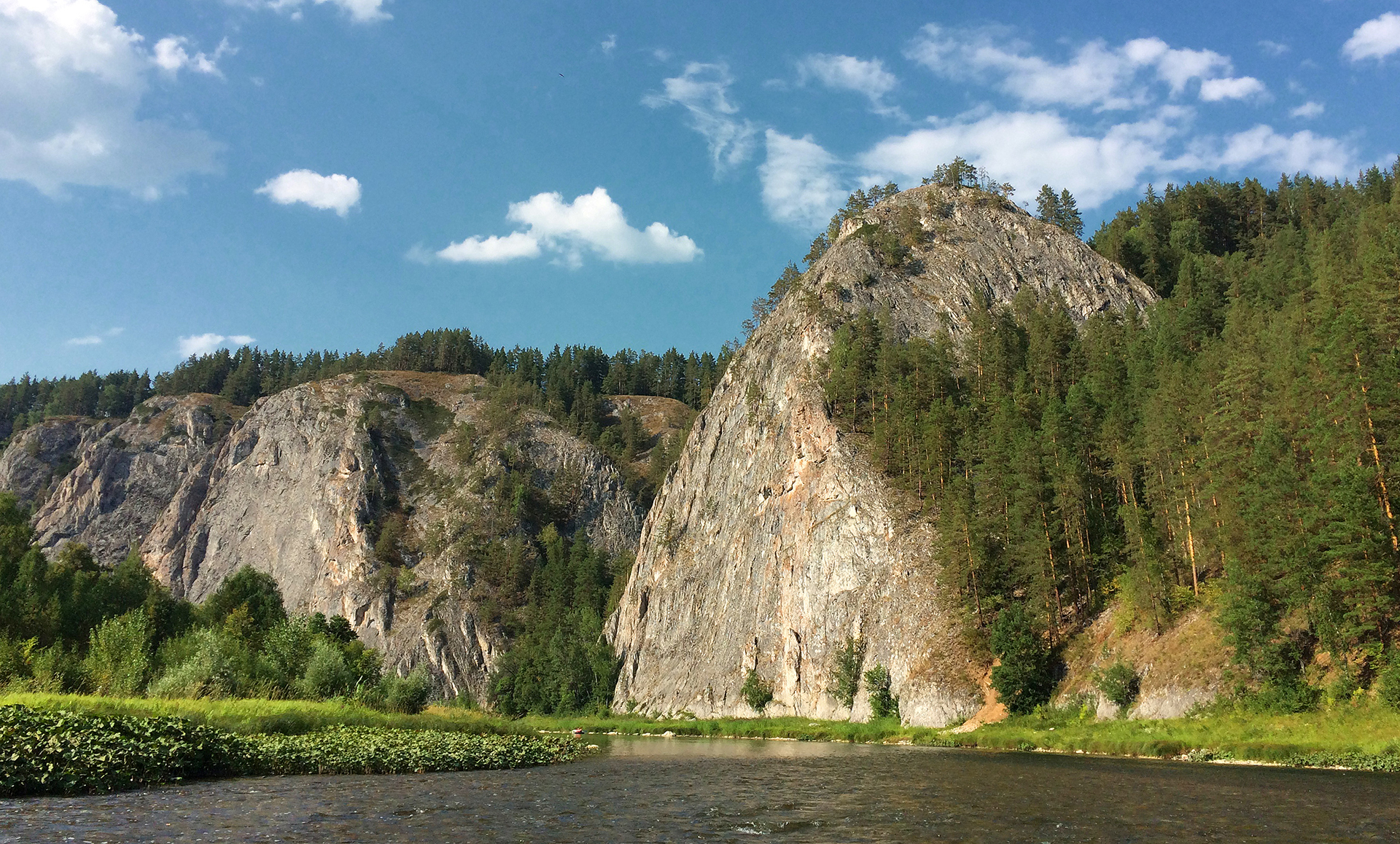
Краєвид річища і берегів річки Білої.

Усі водойми Башкирського заповідника проточні і вельми впливають на навколишні ландшафти. Річки і струмки охоронюваної зони належать до басейнів річок Урал та Біла. Найбільша з річок заповідника — Південний Узян — бере початок на горі Узян-Баш, далі огинає Південний Крака зі сходу і тече на південний захід до впадіння у Білу. Зі схилів Південного Крака й Уралтау вона приймає багато приток різної величини, з яких найбільшою є Велика Саргая. У верхів'ях річище Південного Узяну завширшки усього лише 1,5—2 м, а в місці впадіння Великої Саргаї розширюється до 15—30 м. Глибина водотоку коливається від 0,5 м біля витоку і на перекатах і до 2 м на плесах. Течія річки швидка, подекуди на її дні лежать валуни. Долина Південного Узяну добре розроблена, на окремих ділянках має по одній чи дві тераси. Уздовж північного кордону Башкирського заповідника протікає Кага, що також впадає у Білу. На крайньому сході охоронюваної зони беруть початок притоки річок Великий Кизил і Сакмара, приналежних до басейну Уралу. Ці водотоки типово гірські — стрімкі, з прозорою водою. Річки заповідника замерзають наприкінці жовтня — початку листопада, скресають наприкінці квітня — початку травня. Під час танення снігу й рясних дощів вони робляться каламутно-жовтуватими від мулу, інколи на них трапляються поводі, що підмивають береги.

## Геологія та ґрунти
Формування ландшафтів Башкирського заповідника почалося в докембрії та палеозої, коли утворилися основні геологічні структури Південного Уралу — Заілаірський синклинорій та Уралтауський антиклінорій. Заілаірський синклинорій включає три інтрузивних габро-перидотитових гірських масиви, розділених процесами денудації й ерозії. Один з них якраз і займає західну половину охоронюваної території. Гірський масив Південний Крака має вигляд лаколіту з блюдцеподібним дном. Вважається, що інтрузія перидотитової магми відбулася у верхньому карбоні — пермі. Поміж перидотитами тут трапляються гарцбургіти, дуніти, серпентиніти, рідше — змінені порфірити. Оскільки перидотити складаються з кремнезему, вони стійкі до дії вітру і води, тому хребти Південного Крака сильно вирізняються над навколишніми долинами, що часто набувають вигляду вузьких ущелин. При такій розчленованості рельєфу схили північної та південної експозиції виглядають контрастно: перші вкриті лісами, а другі остепнені.
Природну історію місцевої рослинності можна прослідкувати від палеогену, коли на місці Південного Уралу знаходилась горбиста рівнина, оточена мілкими морями. Її вкривали вічнозелені тропічні та субтропічні ліси впереміж із сухими рідколіссями й пустельними ділянками. У другій половині третинного періоду на зміну тропічній спеці прийшов вологий помірний клімат і вічнозелені ліси змінилися листяними. Панували у них широколистяні породи (граб, бук, дуб, платан, каштан) з домішками дрібнолистяних дерев і секвой. Під кінець третинного періоду на теренах сучасного заповідника почалося гороутворення, клімат став холоднішим і на зміну листяним лісам прийшли хвойні. Велике заледеніння, що настало згодом, остаточно знищило листяні породи дерев: вони збереглися тільки в ущелинах, захищених від пронизливих вітрів, а на відкритіших ділянках розвинувся березово-сосново-модриновий лісостеп. Після відступу льодовика степова рослинність поступово деградувала, з природних рефугіумів почали поширюватись дерева. З часом широколистяні та хвойні ліси знов захопили цю територію, але як релікти плейстоцену на ній збереглися ділянки степу, модринові та березові гаї.
Ґрунтотворні процеси на території Башкирського заповідника розвивались за підзолистим типом, але підстилаючі гірські породи не дали йому завершитися, тому дерново-підзолистих ґрунтів тут мало і вони слабко розвинуті. Натомість у заповіднику переважають ґрунти малопотужні, грубоскелетні, з низьким вмістом гумусу, утворені денудацією на карбонітових й ультраосновних породах. Таких багато у верхній частині гір, причому під деревною рослинністю розвиваються гірсько-лісові ґрунти (з дерниною чи без неї), а на місцях вирубок і пожеж їх змінюють примітивні гірсько-степові чорноземоподібні. У нижній і середній частині схилів, особливо з північного й східного боків, сформувалися гірські сірі лісові ґрунти, ще нижче, у долинах річок, — потужні гідроморфні лучні та алювіальні ґрунти.

## Флора
Флора Башкирського заповідника налічує 317 видів лишайників, 121 вид мохів, 747 видів судинних рослин, з яких 105 є рідкісними, 14 занесені до Червоної книги Росії, а два, Knautia tatarica і Lathyrus gmelinii, визнані ендеміками уральських лісів. Крім того, заповідна флора характеризується досить високою присутністю перігляціальних та голоценових реліктів. До перших відносяться Geranium pseudosibiricum, Primula cortusoides, Sedum hybridum, до других — айстра альпійська, анемона лісова, вероніка колосиста.
Загалом рослинність заповідної зони має поясний характер. Найнижчі ділянки рельєфу зайняті водоймами, де у стрімких річках і струмках ростуть оліготрофні водорості і мох фонтіналіс, а на ділянках річищ із повільнішою течією звичайні рдесники та інколи трапляється ряска мала. Мілкі прибережжя Південного Узяну, Каги, Великої Саргаї вкриті заростями кремени повстистої. Вузькі ділянки суходолу уздовж водотоків зайняті заростями вологолюбних дерев і чагарників. Тут панують або різні види верби, або черемха із вільхою. Під їхніми кронами ростуть шипшина і порічки, густо переплетені пагонами хмелю. На сухіших ділянках можна побачити високі злаки. Трохи далі від урізу води розвиваються здебільшого два типи фітоценозів. Перший — це перезволожена гадючникова березина, де під покривом беріз височіють купини гадючника болотяного й осок упереміж із вологолюбними злаками: очеретянкою, пирієм собачим, куничником очеретяним. Другий — це безлісий дягельник, в якому беззастережно панує дягель лікарський висотою іноді понад людський зріст. Менш розповсюджені очеретянкові та мітлицеві луки. На першій надрічковій терасі зростають мішані ліси. Їхній деревостан складається з берези та осики з домішкою високих сосен звичайних. Трав'яний покрив тут густий, різноманітний, багатоярусний. Найвищими рослинами в таких місцях є Aconitum septentrionale, Cacalia hastata, дзвоники кропиволисті, дещо поступаються їм висотою папороті, під вайями яких ховаються боровинка однобока, грушанка круглолиста, одноквітка звичайна, одинарник лісовий, порушник звичайний, дрібні злаки та осоки.
На схилах Південного Крака осичняки зникають, а березин і сосняків стає більше, причому березини по річищам струмків підіймаються до степового пояса, а сосняки займають ділянки із неплодючими малопотужними ґрунтами. Найпоширенішими типами сосняків є орляково-злаковий та яглицево-злаковий. В таких борах звичними видами трав є куничник очеретяний, куцоніжка пірчаста, перлівка поникла, яглиця звичайна, Aconitum septentrionale, золотушник звичайний, журавець лісовий, дзвінка звичайна. У Середньому поясі гір, а зрідка і нижче, трапляються сосняки із зеленим мохом у трав'яному покриві. З вищих рослин в них переважає чорниця, вкрай рідко — брусниця звичайна. У верхньому поясі гір бори поступаються місцем соснову рідколіссю, модриновим лісам або модриновому рідколіссю. Тут у підліску багато степового чагарника — дерези, а в трав'яному покриві дуже помітні мешканці відкритих просторів: айстра альпійська, полин, чебрець, вероніка колосиста, волошка сибірська, тимофіївка степова. На соснових і модринових узліссях восени багато рижиків. Ліси хребта Уралтау за флористичним складом дещо відрізняються від лісів Південного Крака. Тут мало сосняків, натомість багато густих березин і осичняків. Попри те, що лісотвірними породами тут інші, трав'яний покрив схожий на той, що розвивається у злакових сосняках. В ньому тіньовитривалі лісові трави ростуть поруч із мешканцями лук, навесні особливо рясні ефемероїди і гарноквітучі рослини, зокрема тут багато горицвіту сибірського, фіалок, медунок, первоцвітів, вовчої лапи звичайної.

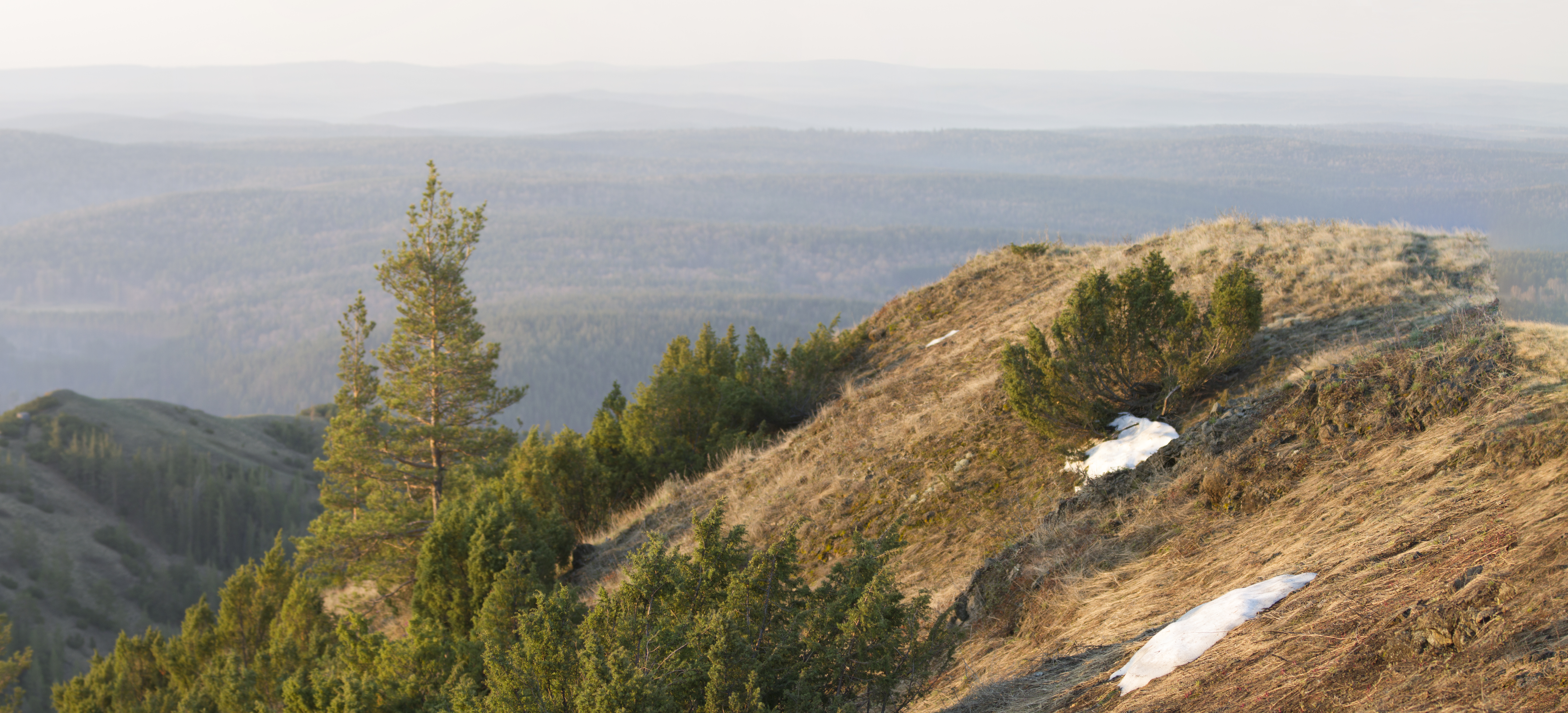
Кущі ялівцю звичайного на межі лісу та степу.

Окремим типом рослинності у Башкирському заповіднику є великі луки. Як правило, утворились вони на місці лісів, знищених вирубуванням, пожежами, надмірним випасанням худоби чи сінокосами. Видовий склад рослин на них різниться в залежності від конкретного місця розташування, рівня зволоженості, часу появи, однак зовнішній вигляд таких лук однаковий — виглядають вони як густий розмаїтий різнокольоровий килим. На нещодавно утворених луках багато лісо-лучних злаків: куцоніжки пірчастої, куничника очеретяного, пирія повзучого, грястиці звичайної, тимофіївки лучної, костриці лучної, менше щучника дернистого і китника лучного. Втім, усі ці рослини не надто помітні за високими рясноквітучими травами, такими як: Aconitum septentrionale, Pleurospermum uralense, борщівник сибірський, ласкавець довголистий, скереда сибірська, цар-зілля високе, чемериця зеленоцвіта. Старші за віком луки поступово втрачають елементи лісової рослинності і на них переважають рослини суто відкритих просторів. У таких місцинах бузкові й сині квіти материнки звичайної, дзвоників персиколистих, маточника вузьколистого, різноманітних веронік контрастують із золотавими суцвіттями льонка звичайного, перстачів прямого і Ґольдбаха, жовтеця рясноцвітого. Їхню красу доповнюють червоні квіти зірок садових та біле мереживо зірочника злакоподібного, гадючника звичайного і королиці звичайної. Верхні частини південних схилів і вершини хребтів масиву Південний Крака вкриті остепненими луками або ковиловими степами. Поблизу узлісь на них трапляються скупчення кущів дерези, ялівцю звичайного, вишні степової, а на відслоненнях гірських порід розвинуті кам'янисті степи. Вони цікаві видами, пристосованими до життя серед каміння, серед яких поширені Koeleria sclerophylla, Vincetoxicum albowianum, бурачок покручений, волошка сибірська, головатень руський, громовик простий, шиверекія подільська. Серед мешканців кам'янистих розсипів багато ендеміків Уралу, до яких відносять Dianthus acicularis, Minuartia helmii тощо.

## Фауна
Фауна Башкирського заповідника також вирізняється різноманіттям. За даними неповної інвентаризації вона включає ссавців 57 видів, птахів — 176, плазунів — 6, земноводних — 3, риб — 17, комах і павуків — 1732. Серед місцевих безхребетних тварин 17 видів визнано рідкісними. Розташування заповідника на межі природних регіонів обумовлює наявність в його тваринному світі видів різних географічних поясів: тайгові мешканці знаходяться тут на південній межі ареалу, для типово європейських тварин Башкирський заповідник слугує північно-східним форпостом, водночас, на його терени проникають степові тварини і, навіть, представники середземноморської фауни.
Серед комахоїдних повсюдно трапляється їжак європейський, чисельна також і мідиця звичайна, яка більше полюбляє ліси, ніж луки, на противагу їй мідиця середня притаманна степам. Мілкі річки і струмки до вподоби рясоніжкам. Кажани для охоронюваної території звичайні, хоча і малопомітні. Найбільші популяції у вуханя австрійського та пергача північного, в той час як зустрічі з лиликом двоколірним, вечірницею малою, нетопирем лісовим, нічницею вусатою з другої половини XX століття стали вкрай рідкими. Найчисельніші ссавці Башкирського заповідника — гризуни, яких можна зустріти в усіх біотопах: у річках і струмках звичайний щур водяний, прибережне високотрав'я та верболози заселяють полівка звичайна і шапарка сибірська, у лісах переважають Myodes rutilus та нориця руда. Останні інколи трапляються і на луках, але бурундук сибірський і вивірка звичайна приурочені виключно до лісів. У 1980-х роках на територію заповідника самостійно вселилась ондатра, акліматизована у Росії, в цей же період стали рідкісними такі звичайні супутники людських осель як пацюк сірий і житник пасистий. У заростях, що розкинулись на місцях минулих пожеж, багато білих зайців, інший представник зайцеподібних — пискуха степова — після 1943 року в заповіднику не трапляється.
З поміж хижаків найбільш поширені дрібні представники родини куницевих. Наприклад, по берегах річок оселяються видри й візони, а де-не-де ще можна побачити норку європейську, яку візон поступово витісняє з придатних оселищ. У лісах полює куниця лісова. З більших за розміром хижаків дуже поширені лисиці звичайні, які мешкають як у лісах, так і на степових ділянках. Окрасою заповідника можна вважати рись. Кількадесят цих звірів не виходять за межі лісових ділянок, де вони ловлять зайців, тетеруків і глушців. Найбільшим хижаком башкирського заповідника є ведмідь бурий. Вовки в часи створення заповідника вважалися шкідниками мисливського господарства, тому з ними вели посилену боротьбу. У період з 1965 по 1972 рік у Башкирському заповіднику взагалі не було постійних зграй цього виду. Пізніше полювання на них припинили і зараз на охоронюваній території мешкає кілька невеликих, але стабільних за складом зграй, які впливають на чисельність копитних. Останні представлені у заповіднику чотирма видами: автохтонними лосем і сарною та чужорідними дикими свинями й оленями. Життя лосів у заповіднику циклічне. Взимку ці тварини скупчуються на степових ділянках, прилеглих до узлісь, де немає глибокого снігу і багато ялівцю, яким вони харчуються. Навесні більша частина стада мігрує у навколишні широколистяні ліси, а в заповіднику залишається кількадесят особин. Восени тварини повертаються і до випадіння глибокого снігу тримаються у лісах. Сарни на теренах Башкирського заповідника завжди були рідкісними. Після введення заповідного режиму стадо швидко збільшилось до 150 голів, однак суворі зими 1940-х років підірвали чисельність цих тварин і з того часу поголів'я сарн у заповіднику мінімальне. Його відновленню перешкоджає акліматизація маралів (сибірського підвиду благородного оленя), які виступають харчовими конкурентами сарн. Перше стадо маралів до заповідника завезли 1941 року. Тривалий час його відтворення підтримували штучними біотехнічними заходами, зокрема, підгодівлею взимку. З 1970-1980-х років чисельність оленів стала великою і стабільною, тварини зайняли певну екологічну нішу в екосистемах охоронюваної території. Так само як і в лося, життя маралів зазнає сезонних змін. Взимку тварини тримаються у степу, де легше розкопати корм. Навесні у повній мірі використовують можливості степових пасовищ, а після настання спеки і вигоряння степових трав пересуваються у лісі та на вологі луки. Тут вони тримаються до осені, коли під час затяжних дощів у степу починається друга хвиля вегетації. Дикі свині вселилися на охоронювану територію самостійно, вони у заповіднику звичайні, хоча і не розповсюджені усюди.
Орнітофауна Башкирського заповідника ділиться на орнітокомплекси (набори видів), приурочені до певних біотопів. На охоронюваній території багато птахів, пов'язаних з водоймами. Звичними качками є крижні, чирянки малі, крехи великі, з куликів на мілинах і берегах трапляються коловодник лісовий, набережник, пісочник малий. Під час сезонних міграцій до них долучаються чернь чубата, гоголь, широконіска, крех малий, кулик-сорока, коловодник великий. Цілорічно з річками пов'язані пронурки. У чагарниках уздовж берега селяться переважно горобцеподібні пернаті. В таких біотопах особливо багато синьошийок, кобилочок річкових, очеретянок лучних, садових і чагарникових. Восени на врожай черемхи сюди злітаються костогризи й орябки. До низькогірних лук приурочені перепілки звичайні, деркачі, чайки, плиски білі та гірські, трав'янки лучні. Окраса лучних ландшафтів — журавель сірий.
У низькогірних мішаних лісах переважають види, що гніздуються під кронами дерев, а поживу шукають на відкритих просторах. Це різноманітні дрозди (співочий, білобровий, чикотень, дрізд-омелюх), сорока звичайна, ворона сіра, совка. Крім цих дрібних мешканців у лісах спостерігали і великих хижих птахів: канюка звичайного, сову сіру, вухату і бородату, яструба великого. Низькогірні ліси — єдине місце гніздування дуже рідкісного птаха — осоїда. Високогірні хвойні ліси разюче відрізняються від низькогірних видовим складом пернатих мешканців. Більшість місцевих птахів належать до тайгового комплексу. У сосняках особливо різноманітні дятли. Поруч з дятлом звичайним тут гніздуються дятел малий, білоспинний, трипалий, жовна чорна та сива. Взимку серед сосен і модрин добре помітні зграйки великих, довгохвостих, чорних синиць, гаїчок-пухляків, чижів, до яких час від часу долучаються золотомушки жовточубі, підкоришники, сойки та рідкісні у заповіднику синиці блакитні. Непостійно на зимівлі трапляються горіхівки, смеречники, сова яструбина. Сильно коливається по роках популяція шишкарів: чисельність цих птахів різко збільшується в роки, багаті на врожай шишок. Навесні у хвойних лісах починають лунати голоси зябликів, вівчариків-коваликів, вівчариків весняних, мухоловок строкатих. Є у хвойних лісах і великі пернаті, але побачити їх важко — пугачі, тетеруки і глушці зазвичай дуже обережні. Тетеруки і глушці у Башкирському заповіднику чисельні, проте їхні токовища, як правило, налічують лише по кілька самців. Обидва цих види тяжіють до чорничних сосняків, де у другій половині літа харчуються ягодами так само, як і дрозди. Денних хижих птахів (яструбів малих, орлів-могильників, беркутів) у лісах небагато, однак щільність їхніх популяцій для заповідника вважається оптимальною.
У степу на узліссях сосняків гніздуються дрімлюги. Ранньою весною сюди прилітають на гніздування жайворонки польові, щеврики лісові, вівсянки звичайні. Для степових ландшафтів ці види слід вважати фоновими. Досить часто тут можна спостерігати за полюванням звичайних боривітрів, які визирають з висоти дрібних гризунів. З тундри до степових вершин залітають пуночки і, водночас, тут не рідко можна натрапити на якогось мешканця півдня, що шукає незайнятої ділянки для гніздування. До таких непостійних мандрівників належать шпак рожевий, одуд, сорокопуд сірий і терновий. З осілих типово південних видів у заповіднику можна побачити тільки куріпку сіру, однак її чисельність дуже низька. Бідні на рослинність відслонення гірських порід, де постійно дмуть вітри, не привабливі для птахів. Однак деякі хижаки воліють селитися саме тут завдяки великій кількості ніш, придатних для побудови гнізд і непомітного спостереження за місцевістю. Так, серед каміння знаходили гнізда пугача, боривітра, сапсана. В деякі роки над гребенями хребтів добре виражений проліт зимняків.
Плазуни Башкирського заповідника не становлять наукового інтересу, оскільки усі вони належать до звичайних вельми розповсюджених видів. Звичайні вужі та гадюки приурочені до вологих біотопів, однак загалом щільність їхніх популяцій невисока. Значно більше у лісах мідянок і живородних ящірок. Так само набір видів земноводних типовий для регіону. Жаба гостроморда і трав'яна, ропуха звичайна у великій кількості заселяють усі річки, натомість тритон гребінчастий для заповідника рідкісний.
Іхтіофауна Башкирського заповідника на ⅔ складається з європейських риб, а на ⅓ — з представників євросибірського комплексу. Усі річки охоронюваної зони рибні, причому наймасовішим видом є мересниця річкова, яку можна побачити у водотоках будь-якого розміру — від струмків до річки Білої включно. З великих риб за широтою розповсюдження з нею може позмагатися тільки харіус європейський. Повноводні ріки башкирського заповідника, на яких спокійні плеса чергуються з перекатами особливо привабливі для різноманітних риб. Кожен вид тут займає свою екологічну нішу: на перекатах за великим камінням стоять харіуси, таймені, мині річкові; на рівних мілководних ділянках зі стрімкою течією плавають зграйки звичайних пічкурів і підустів, за якими полюють білизни звичайні; за перекатами у глибоких ямах ховаються окуні та головні; нарешті у спокійних затоках поблизу заростей коловодної рослинності мешкають щуки, лящі, плітки. Найрідкіснішою рибою Башкирського заповідника залишається пструг. В минулому він був звичайний у заповідних водоймах, однак після акліматизації візона його чисельність стрімко впала і залишається низькою.
Ентомофауна заповідника досліджена не повно. Найкраще вивчені добре помітні лускокрилі. Легше за все їх побачити на луках серед розмаїття квітів, які дають поживу різним видам метеликів. Звичайними видами тут можна вважати сонцевика кропив'яного, перламутрівок, шашечниць, синявців, білана жилкуватого, сонцевика павиче око, а також рідкісних для Башкортостану аполлона, мнемозину, махаона, подалірія. Метелики лісів, хоча і не такі показні, але також різноманітні, серед них переважають нічні стрічкарки орденська малинова та блакитна, ведмедиця-господиня, ведмедиця Геба, бражник очкастий, Laothoe amurensis, Deilephila elpenor, Phragmatobia fuliginosa. Нарівні з метеликами на луках і галявинах у нижньому та середньому поясі гір літають чисельні перетинчастокрилі. Серед них багато джмелів, а дика башкирська бджола, якою так славиться цей край, була винищена ще до встановлення заповідного режиму. На згадку про квітуче колись бортництво у Башкирському заповіднику залишились дерева зі старими бортями, в яких люблять селитися кажани. З поміж комах інших систематичних груп інтерес становлять жуки і кобилки, серед яких є південні форми. Рідкісні у заповідній зоні жук-олень, аскалаф строкатий, дибка степова, занесені до Червоних книг Росії чи Башкортостана.

## Стан екосистем
Ліси Башкирського заповідника до 1894 року знаходились у власності корінних мешканців краю — башкирів, які ставилися до природи з повагою і тому майже не врубували дерев. Втім, побудова у середині XVIII Авзянського і Кагинського металургійних заводів змінила економіку регіону. Високий попит на деревне вугілля призвів до масового випалювання дерев із одночасним вирубуванням найцінніших екземплярів, що йшли на потреби будівництва. Заснування лісництва у 1894 році не змінило ситуації: в 1910—1911 роках великі пожежі знеліснили чергові осяжні ділянки; у 1914—1916 роках вибіркові рубки на вододілі Великої Саргаї та Південного Узяну охопили територію в 6 000 га; в 1920—1921 роках нові пожежі практично винищили ялинові ліси, що росли на території сучасного заповідника. Башкири все частіше закидали давні промисли свого народу — полювання, рибальство, бортництво — і переходили до скотарства. Череди худоби, підіймаючись по схилах, ущільнювали лісову підстилку, витоптували паростки дерев, внаслідок чого нерозвинений ґрунтовий покрив деградував, а хвойні ліси перетворилися на рідколісся. Змінився і флористичний склад степів. Значно збіднів тваринний світ, менше стало лосів, сарн, європейських норок, лісових куниць, видр, борових птахів.

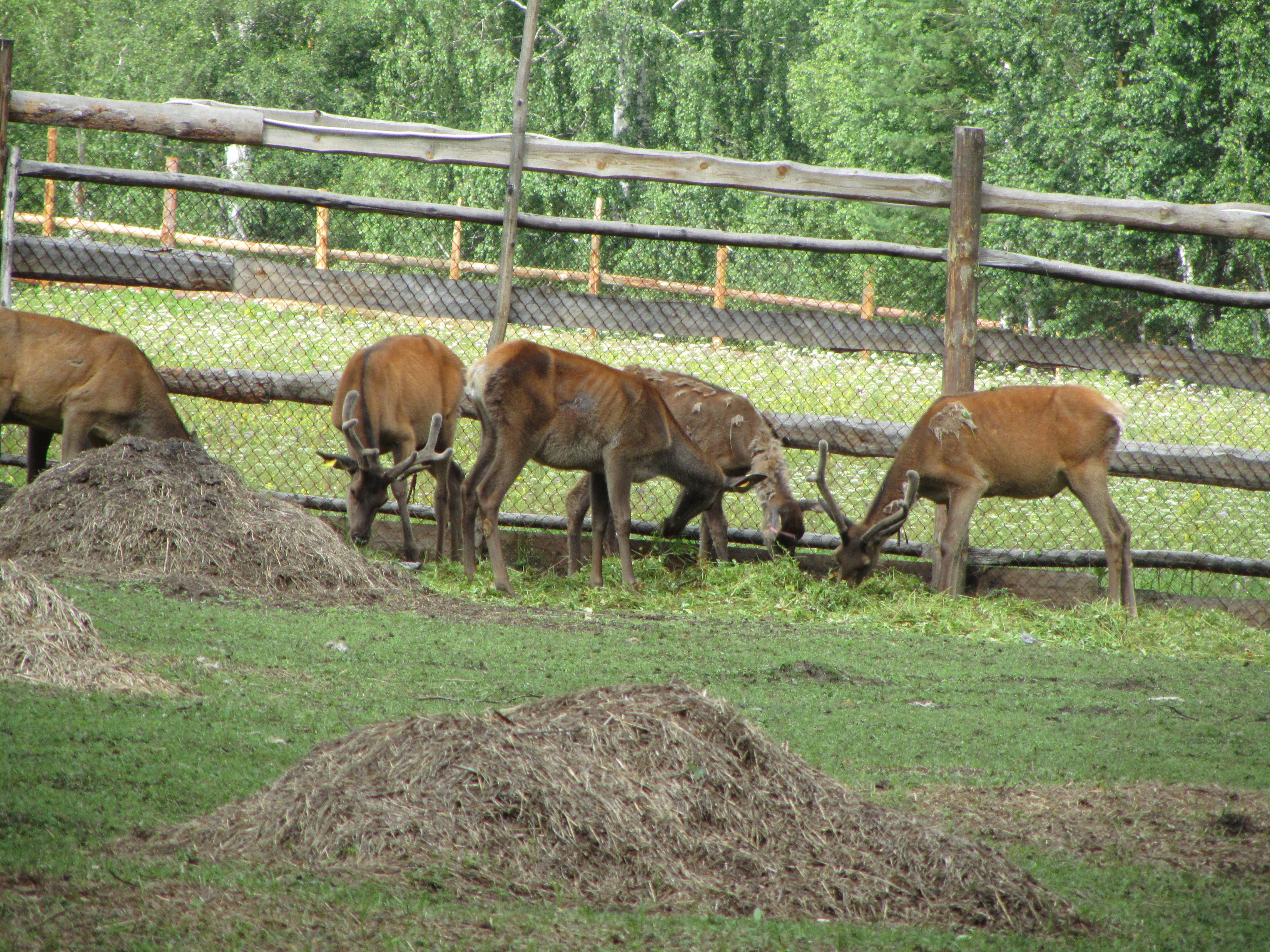
Підгодівля маралів у розпліднику заповідника.

Після заснування заповідника деякий час охоронний режим порушувався: були випадки браконьєрства, продовжували вирубувати дерева і косити траву. Після 1935 року рубки значно скоротили, охорону посилили. Першими позитивними наслідками таких дій стало збільшення чисельності тварин, поліпшення відновлення березин і сосняків. До того ж, у перші двадцять років дії охоронного режиму в заповіднику не сталося жодної пожежі. Після ліквідації природоохоронної установи в 1951 році новоутворений лісгосп негайно розпочав рубки на найцінніших ділянках лісів, які охопили 1 300 га. Разом з ними було розорано кілька ділянок, знов почалися сінокоси, випасання худоби. Відновлення заповідника у 1958 році змусило розпочати усі відновлювальні роботи з початку. До 1970-х років проводили лісотехнічні і біотехнічні заходи: санітарні рубки, посадки лісних культур, підгодівлю оленів, винищення вовків, розвішування штучних гнізд, облаштування солонців. В XXI столітті біоценози заповідника загалом можна вважати відновленими, однак вони перебувають під негативним впливом господарської діяльності на навколишніх теренах. Хоча Башкирський заповідник знаходиться у малонаселеному районі, на його екосистеми впливають рубки у водоохоронній зоні малих річок, хімізація сільського господарства, сплав деревини по річці Білій, діяльність Бєлорєцького металургійного комбінату. В першу чергу, забруднення річок відбилося на чисельності тайменя, харіуса, пструга, а останній вид сильно постраждав від тиску з боку акліматизованого візона. Серед інших інвазивних видів слід зазначити маралів, які конкурують із сарнами і меншою мірою лосями. Ще один вселенець — єнотоподібний собака — у заповіднику акліматизуватися не зміг.

### Погрози
6 липня 1998 року голова адміністрації Бурзянського району Республіки Башкортостан видав розпорядження № 549, що передбачає виділення Башкирським заповідником сінокісних угідь двом колгоспам (причому дане розпорядження було видане відповідно до раніше прийнятої і такої ж незаконної ухвали кабінету міністрів Башкортостану з того ж питання).
У Республіці Башкортостан активно опрацьовується питання про відчуження земельної ділянки зі складу Башкирського заповідника задля розробки родовища хромітів. Ще в 1994 році до адміністрації заповідника з проханням вирішити розробку родовищ хромітів в кварталі 124 поводилося ТОВ «Старатель». У 1997 році звернення про відчуження вже чотирьох кварталів для здобичі хромітових руд і вирішення соціальних питань поступило від адміністрації Бурзянського району. Аналогічну пропозицію голова адміністрації району вносив і в 2000 році. У 2003 році голова адміністрації Бурзянського району поводиться з листом на ім'я спікера Державної Думи Федеральних Зборів РФ Г. Селезньова «Про відторгнення 4-х кварталів і рішення соціальних питань с. Саргая» (у Саргаї розташована центральна садиба заповідника). Ініціюючи це ж питання, головою муніципального утворення «Кулагінська сільська рада» за участю голови адміністрації Бурзянського району в квітні 2003 р. проведений схід жителів селища Саргая. У травні 2003 р. все те ж питання розглядається і на засіданні комітету з аграрних питань, продовольства, екології, природних ресурсів і природокористування Державних Зборів Республіки Башкортостан. У березні 2004 р. ТОВ «Хром» звертається в Об'єднане головне управління природних ресурсів і охорони навколишнього середовища МПР Росії з Республіці Башкортостан з проханням вирішити здобич хромітових рудий на території Башкирського заповідника.

## Наукова і господарська діяльність
До організації заповідника його природа досліджена не була. З першого року існування природоохоронної установи в ній ведеться «Літопис природи» — детальний щоденник спостережень. У 1930—1950-х роках вагомий внесок в дослідження фауни Башкирського заповідника внесли професор Московського університету С. О. Сєвєрцов (вивчення біології промислових видів), С. В. Кіріков та С. І. Снігіревський (обидва досліджували птахів). У середині 1930-х років заповідник став базою для акліматизації єнотоподібного собаки і Picea schrenkiana (ялини Шренка). Обидва експерименти виявились невдалими. Однак спроба акліматизувати марала у 1950-му році завершилась успіхом, хоча сучасні дослідники розглядають цю інтродукцію як негативну.

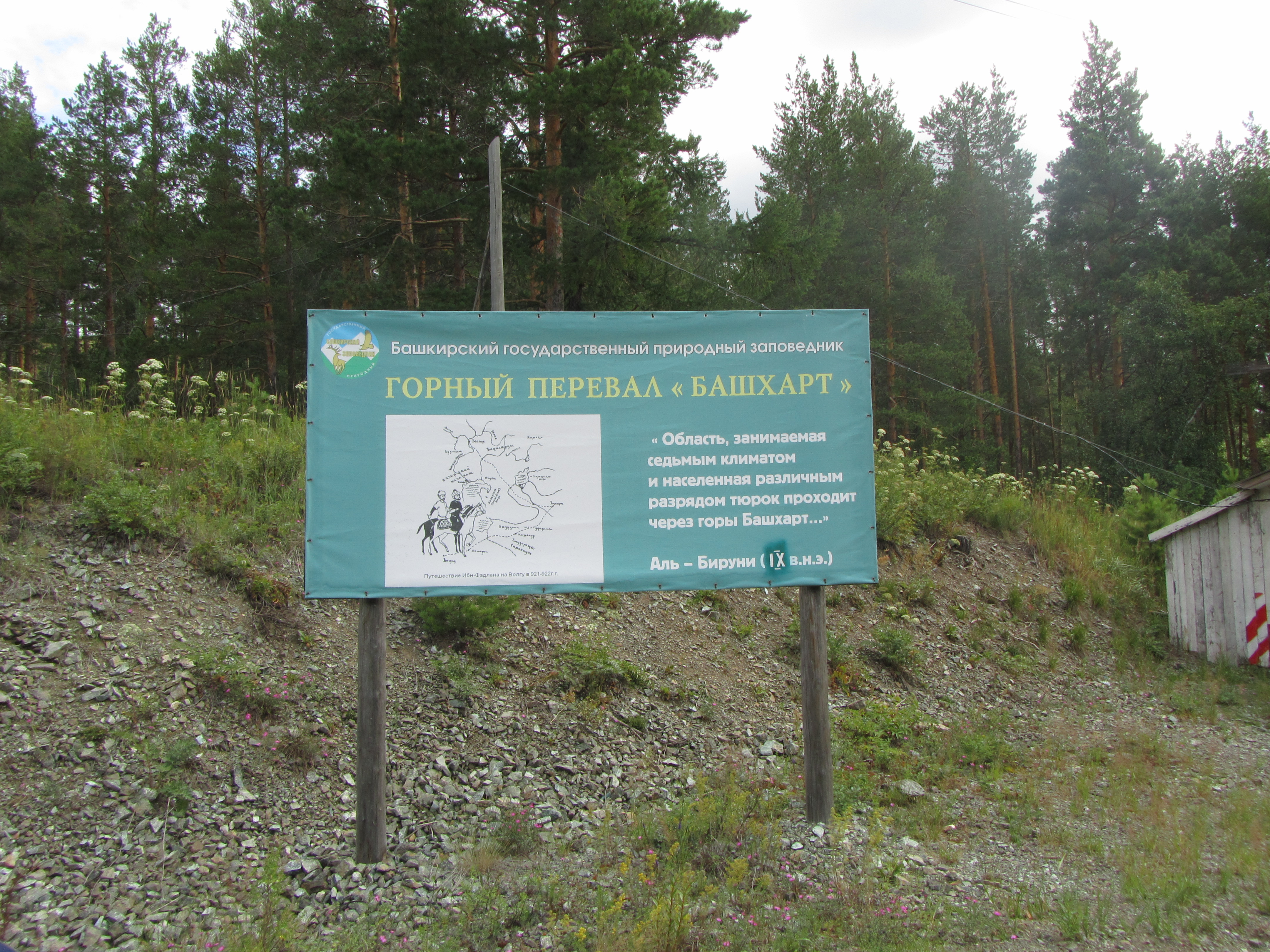
Інформаційний щит на перевалі Башхарт.

Після скасування охоронного режиму і відновлення заповідника багато наукових праць довелося розпочинати знов. Започатковану ще у 1930—1940-х роках інвентаризацію комах, продовжили інвентаризаційні огляди птахів (під проводом К. П. Філонова) і риб (керівник Г. В. Парамонов), обидва проведені у 1963 році. Флористичні дослідження тривали з 1930-х по 1979 рік. В часи Другої світової війни на науковців заповідника була покладена задача дослідити біологію лікарських рослин, в тому числі й таких, що не ростуть у заповіднику. У 1963 році в заповіднику закладено 7-кілометровий фенологічний маршрут. У період з 1958 по 1985 рік, коли до складу Башкирського заповідника входила Прибільська ділянка, науковці проводили дослідження дикої башкирської бджоли із трудомістким заселенням пустих бортей. Крім того, в цей період відбулося своєрідне наукове «відкриття» відомої Капової печери, розташованій у Прибільській філії. Виявлені у ній нові зали, а згодом і наскельні малюнки доби палеоліту, привабили до печери численних істориків, археологів і туристів.
Адміністрація Башкирського заповідника співпрацює з провідними вишами країни, студенти-біологи регулярно проходять практику у заповіднику, допомагають здійснювати охорону. Цілям екологічної освіти слугують публіцистичні статті, які друкуються у місцевій (республіканській) пресі. Для потреб туристів у заповіднику діє екскурсійний маршрут, що включає також оглядовий майданчик на горі Башхарт. До їхніх послуг Музей природи заповідника.